# Chemins de fer électriques de la Gruyère

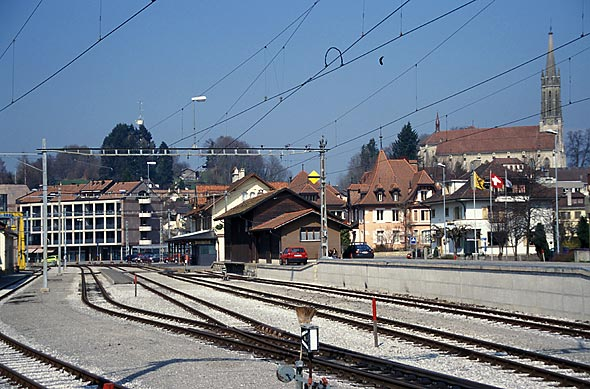
L'ancienne gare de Châtel-Saint-Denis.

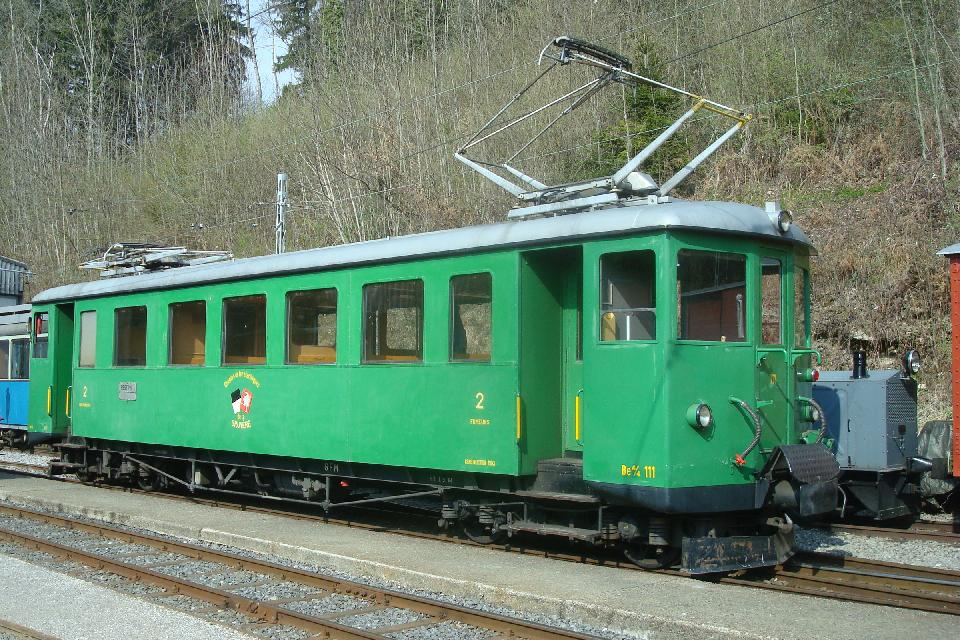
Automotrice BC 111 de 1903, préservée au Chemin de fer Blonay-Chamby

Les chemins de fer électriques de la Gruyère (CEG) sont une compagnie de chemin de fer suisse ayant existé de 1903 à 1942 dans le canton de Fribourg.

## Histoire
Un premier tronçon entre Châtel-Saint-Denis et Palézieux a été concédé à la compagnie du chemin de fer Châtel-Palézieux (CP) en 1901. 
Une autre compagnie de chemin de fer a été créée, initialement appelée le chemin de fer Châtel-Bulle-Montbovon (CBM),  elle prend le nom de chemins de fer électriques de la Gruyère (CEG) à partir de 1902.
Les CEG obtiennent la concession la ligne de Châtel-Saint-Denis à Montbovon via Bulle et Gruyères, mise en service entre 1903 et 1904. Elle reprend ensuite les actifs de la compagnie du chemin de fer Châtel-Palézieux, dont elle exploitait la ligne depuis 1903, en 1907. 
Un embranchement est ouvert en 1912 afin de relier Bulle à Broc, et desservir la chocolaterie Cailler (aujourd'hui Nestlé). Le prolongement de cette ligne vers Fribourg, prévu à l'origine, n'a pas été construit en raison de la Première Guerre mondiale.
Entre 1929 et 1932, les CEG ont également exploité le réseau de trolleybus Fribourg-Farvagny qui avait été repris de la Compagnie des omnibus électriques Fribourg-Farvagny avant que l'ensemble des actifs de la société ne soit fusionnée dans les CEG en 1930.
En 1942, les Chemins de fer électriques de la Gruyère  sont intégrés à la compagnie des Chemins de fer fribourgeois, qui prend pour sigle GFM, Gruyère - Fribourg - Morat, créée par la fusion des compagnies suivantes : 
- les chemins de fer électrique de la Gruyère ;
- le chemin de fer Fribourg-Morat-Anet (FMA) ;
- le chemin de fer Bulle - Romont (BR).

## Réseau
Les CEG exploitent un réseau à voie métrique comprenant les lignes suivantes : 
- Ligne Palézieux-Bulle-Montbovon (43,35 km) ;
- Bulle - Broc (5,44 km).

## Matériel roulant
La compagnie CEG a toujours utilisé la traction électrique.